# 西生站
西生站（：／ Seosaeng yeok */?）是廣域電鐵東海線沿線的一座鐵路車站，位于韓國蔚山廣域市蔚州郡西生面華山里。

## 車站結構
站體為2面2線側式月台的地面車站，候車月台設有月台幕門。

### 月台配置
| ↑ 月內 |
| \| ２  |
| 南倉 ↓ |

| 月台 | 路線            | 目的地             |
| ---- | --------------- | ------------------ |
| 1    | ●广域电铁东海线 | 新海雲臺、釜田方向 |
| 2    | ●广域电铁东海线 | 德下、太和江方向   |

## 歷史
- 1953年10月29日：落成啟用。
- 2007年6月1日：停止載客服務。
- 2016年12月30日：東海南部線编入东海本线，並迁至距起点站（釜山鎮站）44.2公里处[1][2]。
- 2021年8月26日：迁至距起点站（釜山镇站）43.8公里处[3]。
- 2021年12月28日：鐵路複線电气化工程完工，廣域電鐵東海線開始運行。

## 車站周邊
- 艮絕串（朝鲜语：간절곶）
- 古里原子能本部

## 相鄰車站
韓國鐵道公社
●广域电铁东海线
月內（K126）－西生（K127）－南倉（K128）